# Alexander Stein (Pfarrer)

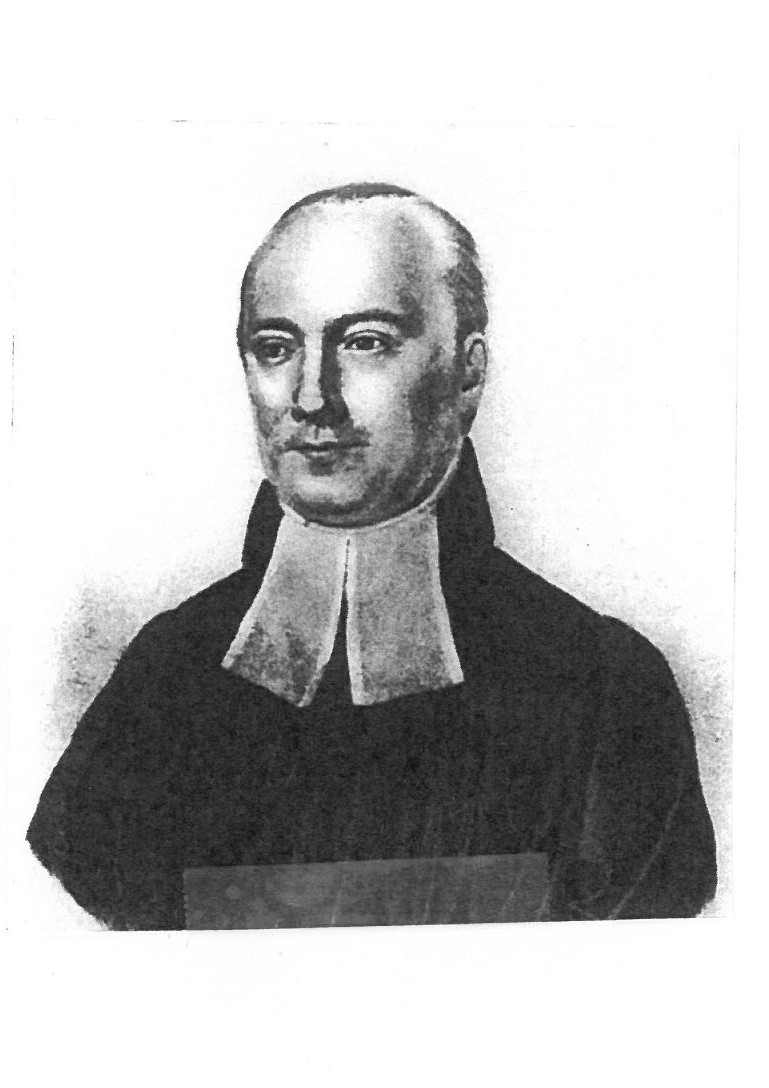
Alexander Stein

Alexander Stein (* 10. März 1789 in Frankfurt am Main; † 26. Januar 1833 ebenda) war ein deutscher lutherischer Geistlicher.

## Leben
Alexander Stein war Sohn des lutherischen Predigers an der Kirche Hausen Johann Martin Stein (* 24. August 1745 in Frankfurt am Main; † 27. Januar 1809 ebenda). Das Dorf Hausen gehörte politisch und kirchlich zur Reichsstadt Frankfurt am Main. Vom Vater ebenfalls für den Beruf des Geistlichen bestimmt, studierte er nach dem Besuch des Frankfurter Gymnasiums ab Sommersemester 1806 Evangelische Theologie an der Universität Heidelberg und wechselte dann im Sommer 1807 an die Universität Tübingen. Während seiner Heidelberger Zeit traf er den ebenfalls aus Frankfurt stammenden Mediziner Georg Kloß, der im Semester zuvor in Heidelberg Mitstifter der Landsmannschaft Suevia geworden war, und trat dessen Heidelberger Landsmannschaft bei. Nachdem Stein Heidelberg als erster von beiden verlassen hatte, wechselten sie eine rege Korrespondenz zum akademischen Leben, die erst im gemeinsamen Berufsleben in Frankfurt, wohl 1820 endete. Sie ist heute noch ein lebendiger Einblick in das studentische Leben in Heidelberg, Göttingen und Tübingen während der ersten Dekade des 19. Jahrhunderts. Ein für den Sommer 1809 angedachtes gemeinsames Semester an der Universität Göttingen kam nicht mehr zustande, weil Alexander Stein wegen des plötzlichen Todes seines Vaters nach Frankfurt zurück musste. In Frankfurt bestand er rasch sein Examen und erhielt eine erste Anstellung als Vikar.
Stein war von 1815 bis 1823 als Prediger und später Pfarrer an der alten Dreikönigskirche in Sachsenhausen tätig. Seinem mäßigenden Einfluss war es zu danken, dass es in Sachsenhausen nicht wie in anderen Teilen Frankfurts im August 1819 während der Hep-Hep-Krawalle zu Ausschreitungen gegen Juden kam. Er setzte sich dafür ein, dass Wilhelm Martin Leberecht de Wette, den er aus Heidelberg kannte und der 1819 in Berlin entlassen worden war, 1822 einen Ruf an die Universität Basel erhielt.
1823 wurde er als Nachfolger Anton Kirchners zum Frühprediger an die Heiliggeist-Kirche berufen. Daneben predigte er im Zuchthaus, im Bürgerhospital und bei Betstunden. Mehrfach schlug er Berufungen auf besser besoldete Pfarrstellen aus. Besonderen Wert legte er auf den Konfirmandenunterricht. Auf die Nachricht von seinem frühen Tod wurde im Frankfurter Stadttheater die bei Bekanntwerden laufende Theatervorstellung abgebrochen. Stein war ein in Frankfurt seiner Zeit herausgehobener Vertreter des strenggläubigen Luthertums und ein scharfer Gegner des Theologischen Rationalismus.
Sein homiletischer Nachlass umfasste über 1000 Predigten.

## Familie
Stein heiratete 1824 Margarethe Emilie Grunelius (1804–1870), eine Tochter des Frankfurter Bankiers Joachim Andreas Grunelius.

## Schriften
- Aus der Frühzeit des Heidelberger, Tübinger und Göttinger S[enioren-]C[onvents] 1807–1809. Briefwechsel der Heidelberger Schwaben Georg Kloß Rhenaniae und Hannoverae Göttingen und Alexander Stein. Einst und Jetzt, Sonderband 1963.
- Zwey Predigten, Frankfurt am Main, 1825